# Vela (Guarda)
Vela ist eine Gemeinde (Freguesia) im portugiesischen Kreis Guarda. In ihr leben 423 Einwohner (Stand 19. April 2021).